# 차현주
차현주(1986년 7월 18일~)는 대한민국의 기상캐스터이다. 주요 경력은 2011년, YTN의 앵커 및 기상캐스터이다.

## 방송
- YTN 24
- YTN 스포츠뉴스